# Kathedraal van Changchung

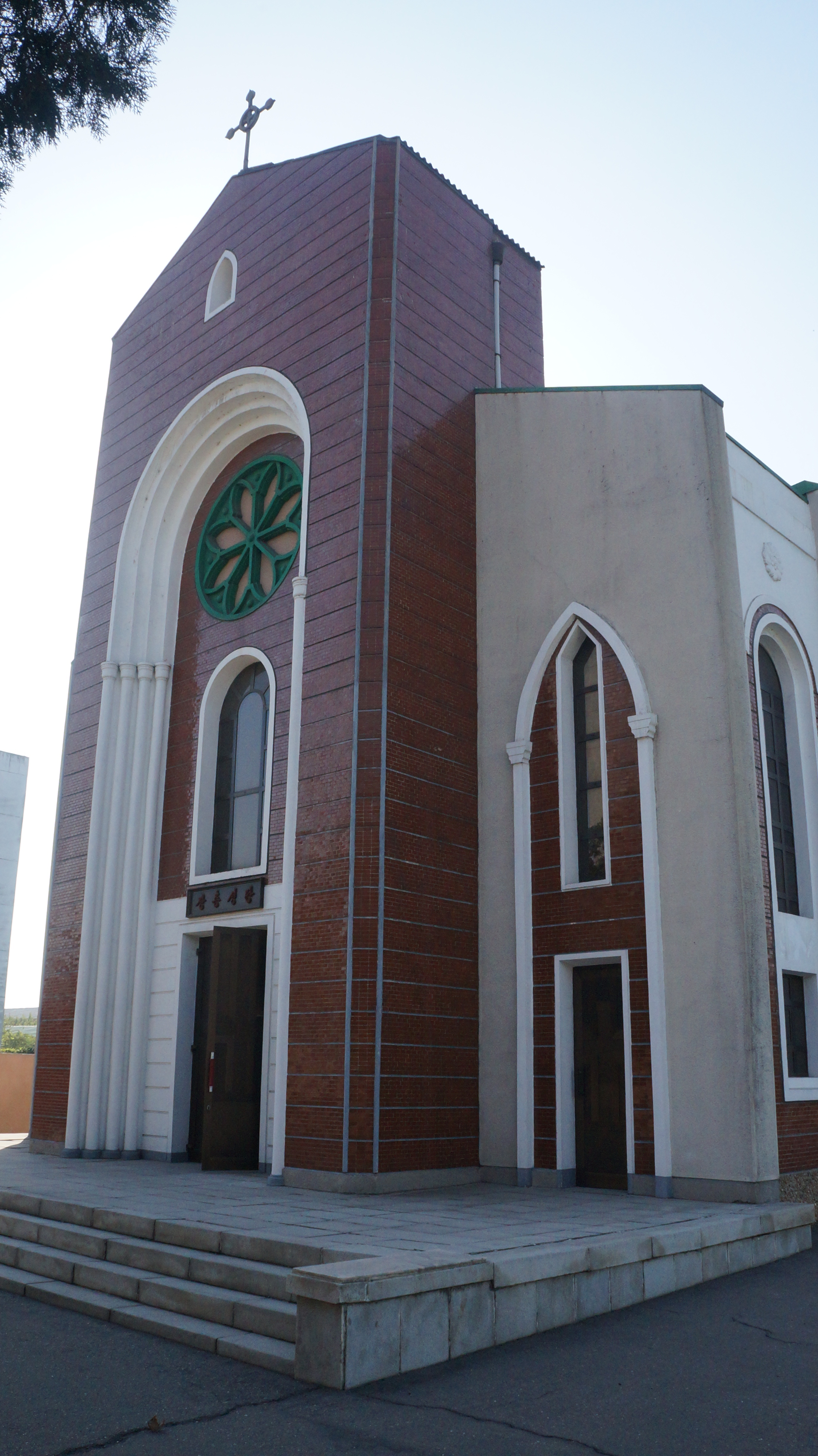
De kathedraal van Changchung in 2014

De Changchungkathedraal (Koreaans: 장충성당) is een kathedraal van het bisdom Pyongyang. De kathedraal bevindt zich in de wijk Songjo-gujok in de Noord-Koreaanse hoofdstad. Voor de komst van het communistische regime in Noord-Korea waren er veel kerken in Pyongyang, maart thans is deze kerk slechts een van de vier kerken en de enige katholieke kerk. De geestelijkheid die er de zielzorg verricht, behoort echter tot de Koreaanse Katholieke Vereniging, een door het communistische regime opgerichte vereniging, die niet door de Katholieke Kerk erkend wordt.

## Geschiedenis
Vóór 1946 stond Pyongyang bekend als het "Koreaanse Jeruzalem" vanwege het grote aantal christelijke gelovigen. 1/6 van de totale bevolking van de stad was christen. Het stalinistische beleid van de communistische overheid maakte echter een einde aan de godsdienstvrijheid. Tijdens de Koreaanse Oorlog gingen veel kerken verloren, die nadien niet meer werden opgebouwd. De bisschop van Pyongyang, Franciscus Hong Jong-ho, verdween in 1949 en werd in 2013 formeel door het Vaticaan doodverklaard om een proces tot eventuele zaligverklaring mogelijk te kunnen maken.
De cultus rond Kim Il-sung, de Noord-Koreaanse dictator, liet nauwelijks tot geen ruimte voor godsdiensten. De cultus rond zijn persoon (en zijn familie) werd voortgezet na diens dood in 1994.
In 1988, in aanloop van de Olympische Zomerspelen van Seoel, gaf het regime plots opdracht tot de bouw van een nieuwe "kathedraal" voor de in Seoel residerende bisschop van Pyongyang. Bij de opening van de kathedraal waren vertegenwoordigers van het Vaticaan aanwezig. Volgens het regime worden er wekelijks op zondag diensten gehouden in de kathedraal. De voorganger is Samuel Jang Jae-on, de voorzitter van de Koreaanse Katholieke Vereniging. Elke dinsdag vindt er een gebedsdienst plaats voor verzoening en nationale eenheid. Omdat er geen katholieke priesters in Noord-Korea actief zijn, zijn dit geen geldige missen.

## Exterieur en interieur
Het interieur van de kerk is bijzonder sober, aan de muren hangen enkele schilderijen met afbeeldingen van Jezus Christus en de maagd Maria (Heilig Hart van Maria). De kathedraal beschikt over een piano en een koor. Op het altaar bevindt zich een altaartafel en een tabernakel.

## Verwijzingen
1. ↑  (en) Vatican Diary / The first saint of North Korea, 5 augustus 2013. Gearchiveerd op 6 februari 2017.
2. ↑  (en) Some of that old-time religion, Asia Times, Pyongyang Watch, Aidan Foster-Carter, 23 december 2000